# Orchestra of the Age of Enlightenment
La Orchestra of the Age of Enlightenment (OAE) es una orquesta británica que lleva a cabo una interpretación historicista con instrumentos de época. La OAE es una orquesta residente en el Centro Southbank, Londres, orquesta asociada al festival de Glyndebourne y tiene su sede en Kings Place. El liderazgo rota entre cuatro músicos: Alison Bury, Matthew Truscott, Kati Debretzeni y Margaret Faultless.

## Características
Un grupo de instrumentistas de época formaron la OAE como un conjunto autogobernado en 1986, y tomó el nombre del período histórico de finales del siglo XVIII la "Ilustración" en el que se basa el núcleo de su repertorio. La OAE no tiene una dirección principal, sino que elige directores dependiendo de cada proyecto. El no tener un director musical permanente da a la orquesta flexibilidad para trabajar con algunos de los mejores directores del mundo y solistas en una amplia gama de música. Los actuales directores principales son Sir Simon Rattle, Vladímir Yúrovski e Iván Fischer. Directores eméritos son Frans Brüggen, el difunto Sir Charles Mackerras y Sir Roger Norrington.  Otros directores que han trabajado con la OAE por invitación incluyen Yannick Nezet-Seguin, Edward Gardner, Robin Ticciati, Philippe Herreweghe, Gustav Leonhardt, Mark Elder, René Jacobs, Harry Bicket, Christopher Hogwood, Marin Alsop, Sigiswald Kuijken, Ivor Bolton, Monica Huggett y Bruno Weil.

## Ethos y principios
El ethos de la orquesta se basa en la democracia; con la idea de que los intérpretes no son simplemente técnicos sino que también guían activamente la dirección artística de la orquesta. Cuando comenzó, cualquiera que quisiera podría convertirse en miembro de la orquesta, aunque no necesariamente se les pediría que tocasen. La responsabilidad de la planificación de los conciertos se otorga al Comité artístico de los miembros (algunos de los cuales también forman parte de la Junta de Directores de la OEA), que los miembros eligen anualmente. Una declaración de la misión declaró que la Orquesta de la Era de la Iluminación tenía que:
"Evitar los peligros implícitos en:
- tocar como una cuestión de rutina,
- perseguir opciones creativas exclusivamente comerciales,
- hacer pocos ensayos,
- énfasis excesivo según lo impuesto por un solo director musical,
- que los objetivos de grabación fueran más importantes que los objetivos creativos ".

Los primeros conciertos de la OAE, en junio de 1986, fueron efectuados en el Town Hall de Oxford y en el Queen Elizabeth Hall de Londres. Dirigidos por Sigiswald Kuijken, su primer programa consistió en una Overture Suite de Telemann, la Suite de Dardanus de Rameau, una Sinfonía de Gossec y la Sinfonía 'La Poule' de Haydn.

## Trayectoria
La temporada recurrente de la OAE en el Southbank Centre de Londres incluye conciertos en el Queen Elizabeth Hall y el Royal Festival Hall. En mayo de 2006, la OAE inició una serie de conciertos nocturnos informales llamados "The Night Shift", que han sido nominados en dos ocasiones para un Royal Philharmonic Society Award para el desarrollo de la audiencia.
La OEA celebró el 21 ° aniversario de su fundación con un concierto en el Royal Festival Hall el 30 de junio de 2007, dirigida por Norrington, Elder, Mackerras y Jurowski, respectivamente.
En 2007, la OEA también ganó el premio RPS Ensemble "por su asombrosa entrega de una variedad de repertorio, defensa infatigable de la interpretación de la música tocada en instrumentos originales y trabajo pionero en educación y por medio de una variedad de medios, sin mencionar el arte de sus miembros individuales para que cada experiencia auditiva sea única, creativa, cautivadora y emocionante".
En julio de 2008, la OAE trasladó su sede oficial a Kings Place en Londres, donde ahora comparte una oficina con la London Sinfonietta, mientras continúa con su temporada y residencia en Southbank.
El 29 de enero de 2010 The Night Shift (y el OAE) hizo su primera aparición en The Roundhouse en Camden, al norte de Londres.
En agosto de 2010, la OEA tocó en el Royal Albert Hall como parte de la temporada BBC Proms, interpretando Tristan und Isolde de Wagner (Act 2) y Love Scene de Romeo y Julieta, de Berlioz. El concierto fue dirigido por Sir Simon Rattle e incluyó a las solistas Sarah Connolly, Ben Heppner y Violeta Urmana.
La OAE ha recorrido muchos países, incluyendo América del Sur y los EE. UU. en 2002, y realizó una gira por el sudeste asiático por primera vez en otoño de 2003. 
La discografía de The OAE cubre más de cincuenta grabaciones de música que va de Henry Purcell a Verdi trabajando con artistas invitados como Lorraine Hunt Lieberson, Renée Fleming, Susan Graham, Andreas Scholl, Ian Bostridge, Elizabeth Wallfisch, Emanuel Ax, Thomas Hampson, Cecilia Bartoli, Gerald Finley, Bob van Asperen, Anner Bylsma, Viktoria Mullova y Michael Chance.

## Proyectos
La OAE trabaja mucho con las escuelas, especialmente en el área que rodea Kings Place, y es muy activa en la realización de conciertos para escuelas locales, liderando proyectos con jóvenes y enseñando a los niños a tocar instrumentos musicales. Durante la primavera / verano de 2010, la OEA ejecutó una serie de tres conciertos inspirados en las Vísperas de Monteverdi para las escuelas en las que trabajan.

### The Night Shift
The Night Shift (El turno de noche) es una serie de conciertos donde se presenta música clásica en un ambiente informal y relajado. Establecidos en 2006 por la Orquesta de la Era de la Ilustración, el objetivo es trabajar fuera de las tradiciones asociadas con el concierto del género clásico. Las características inusuales incluyen la duración concisa de cada actuación, la invitación a llevar bebidas alcohólicas a la sala de conciertos y la capacidad de aplaudir y hablar según su propia conveniencia. Desde su creación, The Night Shift ha demostrado ser exitoso entre las personas menores de 35 años. Más del 80% de la audiencia pertenece a este grupo de edad y aproximadamente el 20% de la audiencia asiste por primera vez a un concierto de música clásica.

### La Experiencia Ann y Peter Law OAE para jóvenes intérpretes
La Experiencia Ann y Peter Law OAE es un programa de aprendizaje para jóvenes instrumentistas de época. Se trata del único proyecto de este tipo con una orquesta de época. Establecido en 2002, el programa está continuamente suscrito y ofrece a sus participantes la oportunidad de ser instruidos por músicos de OAE, tocar en ensayos junto con la lista de directores invitados de OAE y también actuar con OAE, así como a veces dar conciertos como un conjunto en sí mismo.